# Hopkins County (Kentucky)
Hopkins County is een county in de Amerikaanse staat Kentucky.
De county heeft een landoppervlakte van 1.426 km² en telt 46.519 inwoners (volkstelling 2000). De hoofdplaats is Madisonville.